# Pejigã
Pejigã (em fon, Kpεjígán) ou ogã-de-quarto é o primeiro ogã da casa Jeje. 
A palavra quer dizer “Senhor que zela pelo altar sagrado”, porque Peji = "altar sagrado" e Gan = "senhor". O responsável pelos axés da casa, do terreiro. Primeiro ogã na hierarquia. O mais velho de todos os ogãs geralmente mais sábio, tem todo conhecimento do terreiro de candomblé, são os olhos da mãe ou pai de santo quando não está presente, cuida da casa enquanto os irmãos estão em transe, tão respeitado quanto um babalorixá.